# Dynacord
Dynacord ist ein Hersteller von professioneller Audiotechnik mit Sitz im niederbayerischen Straubing. Ab 2006 gehörte Dynacord zur Robert Bosch GmbH, die das entsprechende Produktgeschäft 2025 an Triton Partners verkaufte, das seitdem unter Keenfinity Group firmiert.

## Historie

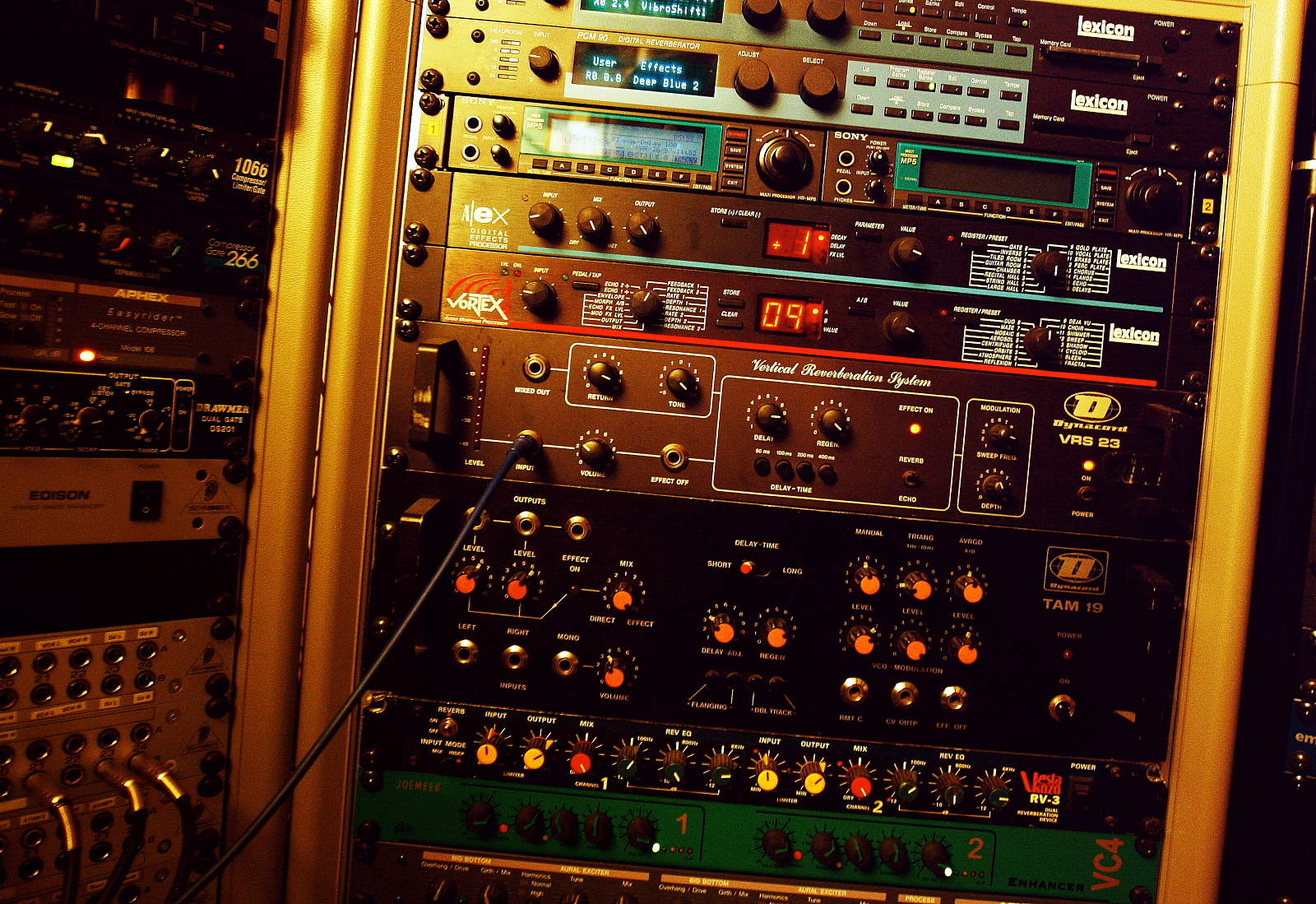
Dynacord-Effekte im Tonstudio

1945 eröffnete Ing. Werner Pinternagel eine Radioreparaturwerkstatt in Pilsting, wo er seine ersten Röhrenverstärker baute. Ein Jahr später wurde die Firma „Dynacord Funktechnik und Gerätebau“ gegründet. 1947 zog der Betrieb nach Landau an der Isar. Dynacord produzierte das Dynaphon MV1, einen Röhrenverstärker einfachster Schaltung mit Eingängen für hochohmige Mikrofone, für Rundfunk und Kristalltonabnehmer, außerdem Kinoverstärker für Lichtspieltheater. 1948/49 kamen die ersten Misch- und Kofferverstärker unter dem Namen „DYNACORD Ing. W. Pinternagel“ auf den Markt. Mit den Kofferverstärkern KV 6 (6 Watt) und KV 10 (10 Watt) hatte das Unternehmen in den 1950er Jahren großen Erfolg, der Nachfolger KV 12 folgte erst 1960. Vom Modell DA 15, welches ebenfalls 10 Jahre produziert wurde, verkaufte das Unternehmen über 70.000 Stück.
In den 1950er Jahren begann die Entwicklung des Echocord, mit dessen Hilfe bei musikalischen Darbietungen Echo und Nachhall erzeugt werden konnten. Ab Mitte der 1950er Jahre wurden, insbesondere für Musiker, hochwertige Mischverstärker wie der MV 15 entwickelt und produziert, ab 1958 lieferte Dynacord bereits Stereo-Verstärker. Der Exportanteil stieg von 3 Prozent im Jahr 1955 auf 15 Prozent des Jahresumsatzes von 928.000 DM im Jahr 1959. 1958 verlegte das Unternehmen seinen Sitz nach Straubing.
In den 60er Jahren konstruierten die Ingenieure von Dynacord den Eminent, einen Mischverstärker mit fünf mischbaren Eingängen sowie einer Klangregelung mit erstmals getrennten Höhen- und Tiefenreglern. In den 1970er Jahren folgte der Gigant II. Die umfangreiche Orchester- und Gesangsanlage konnte bei großen Veranstaltungen mit vielen Künstlern von der Saalmitte aus gesteuert werden.
In den 1960er Jahren baute Dynacord auch E-Gitarren und E-Halbakustik-Bässe. Das Modell Cora war 1965 eine Innovation, eine Rahmengitarre mit drei Tonabnehmern ohne den üblichen Holzkorpus. Während Cora noch von Dynacord selbst entwickelt und gebaut wurde, kamen die Einzelteile für die Folgemodelle von verschiedenen Firmen. Zwischenzeitlich gab es eine Zusammenarbeit mit der Firma Hopf. Ende der 60er Jahre wurde die Gitarrenproduktion wieder eingestellt.

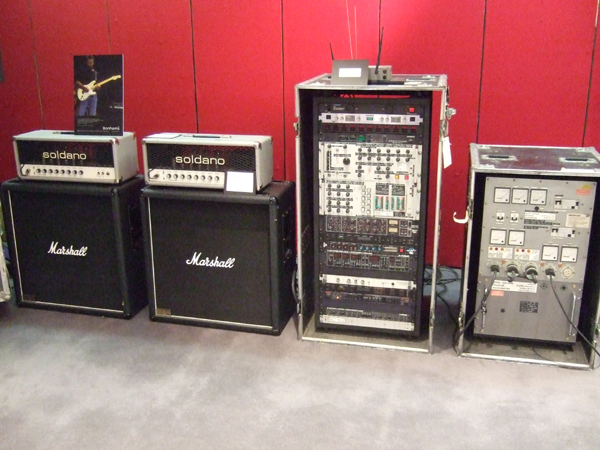
Ein CLS 222 in Eric Claptons Racksystem (sechstes von unten).

1969 fusionierte Dynacord mit dem Verstärker- und Effektgerätehersteller Echolette, der u. a. für den unverwechselbaren Live-Sound der Beatles verantwortlich war. Echolette-Geräte wurden von Dynacord bis 1981 produziert. Der ehemalige Echolette-Inhaber Hans Bauer wurde Teilhaber von Dynacord. Ende der 1960er Jahre begann Dynacord auch mit dem Bau von Discotheken-Anlagen (Volltransistor-Endverstärker-Einschübe der STE-Reihe, Mischpulte, Lautsprecher). Auch wurden Lichtsteuergeräte gebaut (z. B. das Dynalux – eine 4-kanalige, niederfreqenzgesteuerte „Lichtorgel“). Gegen Ende der 1970er Jahre hatte Dynacord bereits ein umfangreiches, leistungsfähiges Discothekenprogramm im Angebot, das stetig wuchs. Ein Erfolgsmodell war der 1979 konstruierte Stereo-Endverstärker-Einschub ST 2200 mit 2× 200 Watt Sinusleistung für den harten Dauerbetrieb.
Der ADDone, Advanced Digital Drums, machte Dynacord in den 1980er Jahren zeitweise zum Marktführer der Digital Drums. Von seiner Drummachine Percuter verkaufte Dynacord ab 1984 1.950 Stück. Ab 1985 produzierte Dynacord den Rhythm Stick, einen MIDI-Controller für Schlagzeuger in Gitarrenform. Ab 1982 baute Dynacord Effektgeräte zur Simulation eines Leslie-Lautsprechers, die Dynacord CLS Serie.
1990 wurde Dynacord an das amerikanische Unternehmen Telex Communications verkauft. Ab dem 1. Januar 2006 gehörte Dynacord zur BOSCH-Sicherheitssystem-Gruppe. Verstärker, Mischpulte und Lautsprecherboxen werden noch immer unter der Marke Dynacord vertrieben.
Im Dezember 2024 kündigte Bosch den Verkauf des Produktgeschäfts für Sicherheits- und Kommunikationstechnik des Geschäftsbereichs Buiding Technologies an die Private-Equity-Gesellschaft Triton an. Die Transaktion wurde zum 30. Juni 2025 abgeschlossen; seit dem 1. Juli 2025 firmiert das Produktgeschäft unter Keenfinity Group (Eigenschreibweise KEENFINITY). Neben Dynacord gehören die Marken Bosch (Kommunikationssysteme), Electro-Voice, RTS und Telex zu Keenfinity. Das Unternehmen hat den Sitz in München. Der Bereich hatte im Jahr 2024 mehr als 4.200 Mitarbeitende und erwirtschaftete einen Umsatz von rund 1 Milliarde Euro.

## Dynacord heute
In Straubing arbeiten derzeit (2013) 40 Ingenieure. Die Firma verweist auf ihren direkten Kontakt zum Anwender, da ihre Ingenieure selbst Musiker, Tontechniker oder Beschaller seien. Heute bedient Dynacord als „Full-Line-Supplier“ die gesamte Audio-Kette vom Mischpult bis zum Lautsprecher.
Dynacord gilt als Marktführer im Bereich ELA, wobei die Palette von Meldeanlagen in öffentlichen Gebäuden und Einkaufszentren über Konzerthallen und Musikfestivals bis zur Beschallung ganzer Stadien reicht. So wurden neun von zehn Stadien für die Fußball-Weltmeisterschaft 2010 in Südafrika mit Dynacord-Lautsprechern ausgestattet.
Mitbewerber auf dem deutschen Markt sind vor allem JBL, Electro-Voice (ebenfalls ein Unternehmen der Bosch Communications Systems) u. a.
Die EVI Audio GmbH ist das europäische Hauptquartier von Dynacord und beschäftigt in Europa ungefähr 650 Angestellte, davon etwa 500 in Deutschland. Die EVI Audio GmbH ist auch für die Aktivitäten der Vertriebsgesellschaften in Frankreich und Großbritannien sowie für den Vertrieb in Afrika und dem Mittleren Osten verantwortlich. Der Firmensitz ist in Straubing.

## Auszeichnungen
Einige Produkte wurden zweimal mit dem Musikmesse International Press Award ausgezeichnet und in den folgenden Jahren mehrmals nominiert.